# Inventar Weißzone
Als Inventar Weißzone wird die umfassende und fachübergreifende Erfassung und Dokumentation ursprünglicher, naturnaher und wenig erschlossener Natur- und Kulturlandschaften im Bundesland Vorarlberg in Österreich bezeichnet. Das Inventar Weißzone soll(te) der Vorarlberger Landesregierung als Planungsgrundlage für die zukünftige Entwicklung des alpinen Raums in Vorarlbergs dienen und diese Weißzonen langfristig sichern bzw. schützen.

## Ursache
Die naturnahen Regionen in Vorarlberg stehen – wie im gesamten Alpenraum – unter zunehmenden Nutzungsdruck durch die Landwirtschaft, die Wirtschaft sowie den Tourismus und die Siedlungstätigkeit. In Vorarlberg sind bereits nur mehr wenige unerschlossene Gebiete vorhanden. Etwa 19 % der Landesfläche in Vorarlberg stehen bereits heute unter Naturschutz (z. B. Natura 2000 Gebiete, Pflanzenschutzgebiete,
örtliches Schutzgebiet oder ähnliches).

## Begriff Weißzone
Der Begriff Weißzone wird teilweise als Synonym für naturnahe Freiräume, Freiflächen, Ruhezonen, Ruhegebiete, Schutzzonen und weiteres verwendet. Diese Begriffe unterscheiden sich teilweise in ihren Zielsetzungen bzw. werden aufgrund regionaler Unterschiede im Sprachgebrauch verwendet. In Salzburg gibt es z. B. den ähnlichen Begriff: Alpinen Ruhezonen oder in Südtirol die Unerschlossenen Gebiete.

## Planungsgrundlage
Der Landesraumplan Weißzonen sollte zukünftig erschlossene und nicht erschlossene Landschaftsräume ausbalancieren und für einen erforderlichen Ausgleich im Raum sorgen.
Das Inventar Weißzone ist heute lediglich eine unverbindliche Planungsgrundlage für die Vorarlberger Landesregierung in Bezug auf den alpinen Raum Vorarlbergs. Dies soll insbesondere für raumplanungsrelevante Entwicklungen von Bedeutung sein. Es sind damit bislang keinerlei rechtlich bindende Auswirkungen verbunden. Es wurde somit nur die erste Phase (Erfassung und Dokumentation) umgesetzt, nicht jedoch die zweite Phase (Schutz bzw. Sicherung der Weißzonen). Eine entsprechende Verordnung nach dem Raumplanungsgesetz, die geplant war und mit der für die kommenden Generationen gewisse Teile des Landes von Erschließungen und Intensivnutzung freigehalten werden sollten ist durch die zuständige Vorarlberger Landesregierung nicht mehr in Vorbereitung bzw. Umsetzung.

## Geschichte
Im Juli 2012 erteilte die Vorarlberger Landesregierung den Abteilungen für Raumplanung und Baurecht sowie Umweltschutz den Auftrag, ursprüngliche, naturnahe und wenig erschlossene alpine Landschaftsräume zu erfassen und langfristig als sogenannte Weißzone zu sichern.
2015 bemängelte der Vorarlberger Naturschutzrat im Jahresbericht, dass die Weißzonen immer noch nicht umgesetzt wurden.
2016 erklärten die beiden Landtagsabgeordneten, Monika Vonier und Christian Gantner (beide ÖVP), dass es bei der Umsetzung der Weißzonen ein vernünftiges Maß gefunden werden müsse und nicht über das Ziel hinaus geschossen werden dürfe. Es müssten die Interessen der Grundeigentümer, der Gemeinden, der Land-, Forst- und Jagdwirtschaft bzw. des Tourismus berücksichtigt werden und es sollen nur solche Weißzonen definiert werden, in denen es tatsächlich einen Konsens zwischen den verschiedenen Interessensgruppen gebe.
Am 13. April 2016 fasste der Vorarlberger Landtag eine Entschließung, dass ohne Einverständnis der Gemeinden keine rechtlich verbindliche Ausweisung von Weißzonen stattfinden soll.
Die aufwendigen Verfahren, die in zwei Publikationen mündeten, wurden somit im Juli 2017 bis auf weiteres eingestellt. Die Weißzonen werden zwar ausgewiesen, allerdings hat dies keine weiteren Konsequenzen.
Im Oktober 2017 werden die beiden Publikationen zum Inventar Weißzone bzw. zu den 83 Beschreibungseinheiten publiziert.

## Umfang und Aufbau von Weißzonen
Grundlage für die einzelnen Weißzonen sind sogenannte Landschaftskammern. Diese sind durch die Natur vorgegebene Einheiten, wie z. B. Täler. Insgesamt wurde Vorarlberg in 681 Landschaftskammern eingeteilt, die zwischen 0,27 km² und 25,5 km² haben (Durchschnitt: 3,3 km²).
Die Weißzone (= Beschreibungseinheit) wird durch Landschaftskammern gebildet, die wiederum aus einer oder mehreren Kern-, Puffer- und Entwicklungszone bestehen:
- Kernzonen umfassen nicht erschlossene bzw. wenig erschlossene Landschaftskammern mit einem Erschließungsgrad von 0 bis 20 %;
- Pufferzonen umfassen nicht erschlossene Flächen mit einer Mindestgröße von 2 ha, die unmittelbar an die Kernzone (In- oder Ausland) angrenzen, selbst aber in einer Landschaftskammer liegen, die einen Erschließungsgrad von über 20 % aufweist;
- Entwicklungszonen entsprechen dem erschlossenen Bereich um Infrastrukturen (400-m-Korridor) in Landschaftskammern bzw. Tälern mit hohem landschaftsräumlichem Wert, deren Erschließungsgrad zwischen 20 % und 30 % liegt.

Das Inventar Weißzone besteht aus 83 sogenannten Beschreibungseinheiten. Jede Beschreibungseinheit besteht aus einer Gebiets- und Nutzungsbeschreibung:
- Lage,
- Landschaftskammern und Infrastrukturen,
- Geologie, Klima, Tier- und Pflanzenwelt;
- aktuelle Nutzung durch Landwirtschaft, Forstwirtschaft, Jagd, Tourismus und Erholung, Wasserwirtschaft, Wildbach- und Lawinenverbauung, historischer Bergbau.

Diese 83 Beschreibungseinheiten im Inventar Weißzone umfassen nur einen sehr geringen Teil der Vorarlberger Landesfläche (weniger als 1/3). Es sind durchwegs Gebiete, die nicht oder kaum wirtschaftlich genutzt werden (14 % der Weißzonenfläche sind Waldgebiete, 28 % werden landwirtschaftlich genutzt, mehr als 50 % sind alpines Ödland). Aufgrund der in tieferen Lagen immer weiter fehlenden Rückzugsgebiete für große Wildtiere in Vorarlberg, haben sich diese in die wenig erschlossenen Berggebiete zurückgezogen. Daher besteht gerade im Bereich der Weißzonen auch ein Interesse der Jägerschaft.

## Dokumentation Inventar Weißzone
Das projektabschließende Werk: Inventar Weißzone ist im Rahmen der Schriftenreihe Raumplanung in zwei Teile erschienen. Der erste Teil befasst sich mit den Hintergründen des Projekts, die Methode zur Identifizierung von wenig erschlossenen Landschaftsräumen und die zusammenfassenden Ergebnisse (77 Seiten). Der zweite Teil umfasst auf 689 Seiten eine Beschreibung von 83 Landschaftsräumen (Weißzonen) einschließlich der darin bereits stattfindenden Nutzungen.